# Шона (народ)
Шона је банту народ који је насељен у Зимбабвеу и западном Мозамбику. Народ Шона се састоји од већег броја подгрупа, од којих су најзначајније Каранга, Розви, Зезуру, Корекоре и Шона (у ужем смислу). Термин Шона је нов и настао је 1920-их, према неким изворима крајем 19. века.

## Живот и традиција
У својим традиционалним домовима, званим муша, имали су (и имају) одвојене колибе за посебне функције, као што је кухиња и лежаљке око дворишта, очишћеног од земне вегетације. Шоне су познате по високом квалитету својих камених скулптура. Такође, традиционална грнчарија је на високом нивоу. Традиционална производња текстила била је скупа и високог квалитета. Људи су радије носили кожу или увезену одећу. Традиционална музика, за разлику од европске традиције, али слично музичкој традицији других афричких народа, тежи сталним мелодијама и променљивим ритмовима. Најважнији инструмент осим бубњева је мбира. Певање је такође важно, а породице се традиционално окупљају и певају традиционалне песме.

## Популација
Има их 10,7 - 11,8 милиона:
- Зимбабве: 10.700.000[4]
- Мозамбик: 173.000
- Замбија: 21.900 (2010. попис)[5]
- Боцвана: 11.000[5]

## Језик
Говоре широки распон сродних дијалеката који чине Шона језик. Највећи број њих је подељен на пет главних група. Постоји више од десет милиона људи који говоре низ сродних дијалеката чији је стандардизовани облик познат као Шона. Језици којим говоре Шоне су шонски (матерњи језик), енглески и португалски.

## Религија
Религије заступљене међу припадницима овог народа су хришћанство, афричка традиционална религија и ислам.